# جامعة دلهي التكنولوجية
جامعة دلهي التكنولوجية (بالإنجليزية:Delhi Technological University) اختصارا (DTU)، المعروفة سابقًا باسم كلية دلهي للهندسة (DCE) هي جامعة حكومية في نيودلهي، الهند. تأسست في عام 1941 باسم دلهي بوليتكنيك. في عام 1952، بدأت في منح الدرجات العلمية بعد أن كانت تابعة لجامعة دلهي. كان المعهد تابعًا لحكومة دلهي منذ عام 1963 وكان تابعًا لجامعة دلهي من 1952 إلى 2009. في عام 2009، مُنحت الكلية مكانة جامعية، وبالتالي غيرت اسمها إلى جامعة دلهي التكنولوجية.

## التاريخ

### دلهي بوليتكنيك
تم تصور معهد دلهي للفنون التطبيقية على أنه متابعة للجنة وود وأبوت لعام 1938. تأسست في دلهي بوليتكنيك في عام 1941. تم إنشاء المدرسة الفنية لتلبية متطلبات الصناعات الهندية. في ذلك الوقت، قدمت بوليتكنيك دلهي دورات في الفنون والعمارة والتجارة والهندسة والعلوم التطبيقية والمنسوجات. أصبح والتر ويليام وود المؤسس الرئيسي لبوليتكنيك دلهي. أصبحت أول كلية هندسية في دلهي وكانت من بين المؤسسات الهندسية القليلة في الهند التي تم إنشاؤها قبل الاستقلال.
اعتبر الدبلوم الوطني الذي تمنحه دلهي بوليتكنيك معادلاً لدرجة BE من قبل لجنة الخدمة العامة للاتحادUPSC آنذاك. كانت الكلية تابعة لجامعة دلهي في عام 1952 وبدأت برامج مستوى الدرجة الرسمية.

### كلية دلهي للهندسة
حتى عام 1962، كانت الكلية تحت السيطرة المباشرة لوزارة التربية والتعليم، حكومة الهند. منذ عام 1963، استحوذت إدارة دلهي آنذاك على بوليتكنيك دلهي وكان المفوض الرئيسي دلهي رئيسًا للكلية بحكم منصبه. أصبحت فيما بعد كلية تابعة لإقليم اتحاد دلهي. في عام 1963، أصبح قسم الفنون كلية الآداب وتم تحويل قسم التجارة وإدارة الأعمال إلى العديد من معاهد التجارة وممارسات السكرتارية. ترك تجزئة معهد دلهي للفنون التطبيقية في نهاية المطاف وراءه معهدًا هندسيًا وحده. في عام 1962، كانت الكلية تابعة لجامعة دلهي. في عام 1965، أعيدت تسمية معهد دلهي للفنون التطبيقية باسم كلية دلهي للهندسة وأصبحت أول كلية هندسية في دلهي، والآن تسمى جامعة دلهي التكنولوجية.
بدأت دورة درجة البكالوريوس في الإنتاج والهندسة الصناعية في عام 1988 بينما بدأت دورة درجة البكالوريوس في هندسة الكمبيوتر في عام 1989. بدأت دورات مستوى درجة البكالوريوس في علوم البوليمر والتكنولوجيا الكيميائية وهندسة البيئة في عام 1998. لعبت تكنولوجيا المعلومات دورًا حيويًا خلال هذه الحقبة وشهدت بداية الألفية الجديدة إدخال BE في تكنولوجيا المعلومات في عام 2002. تم تقديم كن في التكنولوجيا الحيوية من الجلسة الأكاديمية 2004-2005.
أصبح قسم الهندسة المعمارية في كلية دلهي للهندسة كلية التخطيط والهندسة المعمارية، وهي الآن جامعة ومؤسسة ذات أهمية وطنية. أصبح قسم الفنون والنحت كلية الآداب وتم نقل أقسام التكنولوجيا الكيميائية وتكنولوجيا المنسوجات إلى خارج المبنى للاحتفال ببداية المعهد الدولي للتكنولوجيا في دلهي في حرمها الجامعي الجديد في حوض خاص. ألغيت وزارة التجارة في وقت لاحق وكلية الدراسات الإدارية أنشئت من جامعة دلهي البروفيسور أ. داس جوبتا، من جامعة دلهي التكنولوجية. أنشأت إدارة دلهي معهد دلهي للتكنولوجيا (حاليًا معهد نيتاجي سوبهاس للتكنولوجيا) في عام 1985 وأنشئت الكلية الجديدة تحت رعاية كلية دلهي للهندسة. شاركت جامعة دلهي للتكنولوجيا حرمها الجامعي مع NSIT في حرم بوابة كشميري الجامعي، على الرغم من أنه تم نقل NSIT لاحقًا إلى دواركا كمتابعة للجنة وود وأبوت لعام 1938. وبالتالي فإن كلية دلهي للهندسة هي المؤسسة الأم لعدد من المعاهد الوطنية بما في ذلك المعهد الهندي للتكنولوجيا دلهي، ومعهد نيتاجي سوبهاس للتكنولوجيا، ومدرسة التخطيط والعمارة، ودلهي، وكلية الفنون، ودلهي، وكلية الدراسات الإدارية.

### إعادة تشكيل DCE-DTU والاحتجاجات ذات الصلة في 2009-2010
في يوليو 2009، تمت ترقية كلية دلهي للهندسة إلى جامعة حكومية من كلية تابعة لجامعة مركزية وأعيد تسميتها بجامعة دلهي التكنولوجية، من خلال مشروع قانون جامعة دلهي التكنولوجية، 2009. تم ترشيح بي بي شارما كأول نائب لرئيس الجامعة. قوبلت هذه الخطوة باحتجاجات الطلاب على تآكل العلامة التجارية جامعة دلهي التكنولوجية (بسبب خفض التصنيف من كونها جزءًا من جامعة مركزية إلى جامعة حكومية) وانخفاض القيمة المفترضة لشهادتهم. والتي بلغت ذروتها في مواجهة في مارس 2010، مع مقاطعة الطلاب امتحانات منتصف الفصل الدراسي،  والمطالبة بإعادة النظر في تغيير واستبدال VC. ومع ذلك، أبلغت رئيسة وزراء دلهي، شيلا ديكشيت، الطلاب أنه لن يتم إعادة النظر في التغيير،  وبحلول نهاية مارس تضاءل الاحتجاج، مع إجراء الطلاب لامتحاناتهم. في أبريل 2010 ذكرت تايمز سيتي أن الحكومة ستكون على استعداد لتغيير الاسم إلى «الجامعة التكنولوجية»،  ومع ذلك، اعتبارًا من نوفمبر 2020 يبقى اسم الجامعة دون تغيير.

## حرم الجامعة

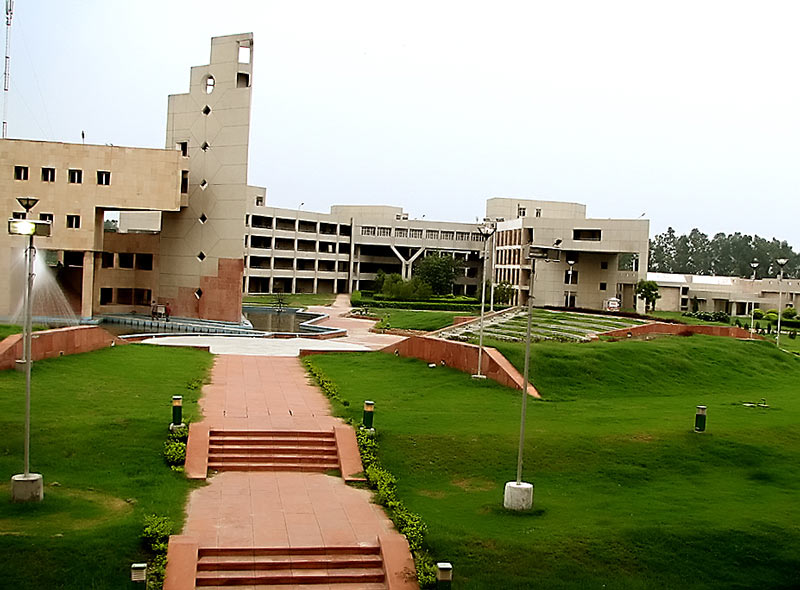
مركز الكمبيوتر ، بلوك التنسيب ، والمجمع العلمي

تعمل جامعة دلهي التكنولوجية (كلية دلهي للهندسة) من حرم كشميري جيت في قلب دلهي القديمة حتى عام 1989، عندما بدأ البناء في الحرم الجامعي الجديد في طريق باوانا في مايو. بدأ نقل العمليات من بوابة كشمير إلى 164 فدانًا جديدة في طريق باوانا في عام 1995، وبدأ الحرم الجامعي الجديد رسميًا فصولًا لجميع سنوات الدراسة الأربع بدءًا من عام 1999.
يرتبط الحرم الجامعي الجديد جامعة دلهي التكنولوجية جيدًا عن طريق البر. تشمل المرافق مكتبة ومركز كمبيوتر ومجمع رياضي وثمانية بيوت للأولاد وستة بيوت للفتيات ونزل للأزواج. يحتوي الحرم الجامعي على مرافق سكنية لأعضاء هيئة التدريس والموظفين. يحتوي الحرم الجامعي على قاعة ومسرحين في الهواء الطلق، أحدهما يسمى OAT (مسرح الهواء الطلق) والآخر يسمى Mini OAT (مسرح صغير في الهواء الطلق).
في عام 2010، توصلت جامعة دلهي التكنولوجية إلى خطة لجعل الحرم الجامعي صديقًا للبيئة والتي تضمنت، منع دخول المركبات إلى الحرم الجامعي، وتوليد ثلث الطاقة من مصادر بديلة وتصميم مبانٍ جديدة وفقًا «لمفهوم العمارة الخضراء».
افتتحت جامعة DTU حرمًا جامعيًا في فيفيك فيهار بشرق دلهي باسم «كلية الإدارة وريادة الأعمال» في عام 2017. يقدم الحرم الجديد دورات إدارية للتخرج وما بعد التخرج. حاليًا، يقدم كلية الإدارة وريادة الأعمال، الحرم الشرقي لجامعة دلهي التكنولوجية دورات في ماجستير إدارة الأعمال، وتحليلات الأعمال، وBBA ، وBA في الاقتصاد. تقدم كلية الإدارة وريادة الأعمال مقاعد 60 لطلاب ماجستير إدارة الأعمال و 30 مقعدًا لبرنامج تحليلات الأعمال MBA. يتم تحديد القبول في ماجستير إدارة الأعمال من خلال درجة سات بالإضافة إلى مناقشة جماعية صارمة ومقابلات شخصية. علاوة على ذلك، هناك 120 مقعدًا لكل من BBA وBA (مع مرتبة الشرف) في الاقتصاد. القبول في الدورات على أساس الجدارة.

## أكاديميون

### البرامج الأكاديمية
تقدم جامعة دلهي التكنولوجية دورات نحو بكالوريوس في التكنولوجيا (بي تك)، وبكالوريوس في التكنولوجيا (بي تك مسائي)، وبكالوريوس في الآداب (مع مرتبة الشرف.) الاقتصاد، بكالوريوس في التصميم (بكالوريوس)، ماجستير في التكنولوجيا (MTech)، ماجستير في العلوم (ماجستير)، دكتوراه في الفلسفة (دكتوراه)، ماجستير في إدارة الأعمال وبكالوريوس في إدارة الأعمال).

### القبول
يتم القبول للحصول على درجة البكالوريوس في التكنولوجيا بدوام كامل في جامعة دلهي التكنولوجية من خلال عملية الاستشارة المشتركة للقبول في دلهي (JAC-Delhi)  ، على أساس تصنيف All India Rank (AIR) المضمون في امتحان القبول المشترك - الفحص الرئيسي.
يتم قبول الطلاب الأجانب في جامعة دلهي التكنولوجية من خلال نظام القبول المباشر للطلاب في الخارج (DASA). يعتمد القبول في برنامج بي تك (الدخول الجانبي) في جامعة دلهي التكنولوجية على العلامات التي حصل عليها المرشحون في امتحان دبلوم الدولة. يعتمد القبول في برنامج الدراسات المسائية (دورة بدوام جزئي) على امتحان القبول المشترك.
يعتمد القبول للحصول على درجة الدراسات العليا في جامعة دلهي التكنولوجية على الأداء في اختبار تأهيل الخريجين في الهندسة (جات). إذا كان لدى اثنين أو أكثر من المرشحين نفس درجة جات، فإن النسبة المئوية في الدورات التأهيلية الجامعية هي التي تحدد الجدارة. لا يتم إجراء اختبار منفصل أو مقابلة من قبل الجامعة. ومع ذلك، بالنسبة للهنود غير المقيمين والمواطنين الأجانب والأشخاص من أصل هندي، يتم القبول على أساس الجدارة / النتيجة في امتحان سجل الخريجين. لغة التدريس لجميع الدورات في الجامعة هي اللغة الإنجليزية.
يتم القبول في برنامج بكالوريوس التصميم في جامعة دلهي التكنولوجية على أساس درجة UCEED.
يعتمد القبول في برنامج ماجستير إدارة الأعمال في جامعة دلهي التكنولوجية على اختبار القبول المشترك (CAT)، متبوعًا بمناقشة جماعية ومقابلة.

### المنح والجوائز
المنح الدراسية في جامعة دلهي التكنولوجية متاحة للطلاب الذين يبدأون عامهم الأول في الكلية، والتي تُمنح على أساس أدائهم في المواد الدراسية. يتم منح جائزة أخرى لطلاب السنة النهائية على أساس الجدارة، ورعاية دروسهم لغرض متابعة ماجستير إدارة الأعمال في كلية راج سوين للأعمال، جامعة رايت ستيت.

### الترتيب
على الصعيد الدولي، احتلت جامعة دلهي التكنولوجية المرتبة 800-1000 في العالم و201-250 في آسيا حسب تصنيفات جامعة تايمز للتعليم العالي العالمية لعام 2021  و301-350 بين تصنيفات جامعة الاقتصادات الناشئة في عام 2020.
من بين كليات الهندسة، احتلت جامعة دلهي التكنولوجية المرتبة الأولى من قبل Times Engineering Rankings 2020،  9 حسب اوتولك الهند في 2020. احتلت الهند اليوم المرتبة التاسعة بين الكليات في عام 2020. صنف إطار التصنيف المؤسسي الوطني في المرتبة 36 في الترتيب الهندسي لعام 2020.

## بحث
يشارك الطلاب في جامعة دلهي التكنولوجية في مشاريع مثل تصميم وتطوير سيارة فورملا، مركبة أرضية بدون طيار (UGV DTU)، SAE Mini Baja ،  ASME HPV، سيارة هجينة، سيارة شمسية،  مركبات جوية بدون طيار،  تقدير الأجهزة المبتكرة المدمجة في جميع أنحاء العالم  وإنشاء مصنع لتصنيع وقود الديزل الحيوي.
رائد من قبل فريق سباق ديفيانز المشارك في مسابقة طالب الصيغة، تتعاون العديد من فرق الطلاب مع جامعات  من دول أخرى وتشارك بنشاط في المسابقات الدولية والوطنية. ابتكرت الكلية أيضًا تطوير محرك شخصي - ميترا. كلية دلهي للهندسة هي واحدة من مراكز TIFAC COREs (المعلومات التكنولوجية، مجلس التقييم والتنبؤ والمراكز ذات الصلة والتميز) في الألياف البصرية والاتصالات البصرية. أيضًا، حقق طلاب كلية دلهي للهندسة المركز الخامس عشر على مستوى العالم في كأس التخيل لمايكروسوفت 2007 و2008 
كان الفريق التقني UAS-DTU ناجحًا بشكل استثنائي، حيث صمم وبناء نموذج أولي بدون طيار، Aarush X-1  بتمويل وإرشاد من لوكهيد مارتن، الولايات المتحدة الأمريكية. كما احتلت المركز الثالث في مسابقة AUVSI للطالب بدون طيار (SUAS)، 2012. طور الفريق عدة نماذج أولية من الطائرات بدون طيار ووسع عدد الطائرات بدون طيار كل عام.
كان فريق السيارات الشمسية جامعة دلهي التكنولوجية سولارز أول فريق للمركبات الكهربائية تعمل بالطاقة الشمسية في البلاد طور مركبة ركاب كهربائية تعمل بالطاقة الشمسية ذات مقعدين اركا "  في عام 2012. تصميمها السابق - فازت أفينير بجائزة السيارة الأكثر اقتصادا في WSC 2011.
تم اقتراح الحرم الجامعي في جامعة دلهي التكنولوجية كأحد المواقع لخطة حكومة دلهي لإنشاء مركز أبحاث وتكنولوجيا المعلومات في دلهي. تم إنشاء حديقة المعرفة في جامعة دلهي التكنولوجية كجزء من بنية تحتية أفضل لدلهي.
تم اختيار جامعة دلهي التكنولوجية بواسطة تقنية إنتل المحدودة للانضمام إلى اتحاد بلانيت لاب الذي يضم أفضل الجامعات في العالم ومختبرات الأبحاث الصناعية مثل جامعة برينستون وجامعة واشنطن ومختبرات إن إي سي كأعضاء فيه.
تنظم جامعة جامعة دلهي التكنولوجية العديد من الأحداث / المؤتمرات / الندوات على مدار العام بحيث يمكن أيضًا الاستفادة من الطلاب من المعاهد / المنظمات الهندسية الأخرى. تقوم مجتمعات مثل الجمعية الأمريكية للمهندسين الميكانيكيين ومعهد مهندسي الكهرباء والإلكترونيات وما إلى ذلك بتنظيم مثل هذه الأحداث بشكل متكرر.
أكبر محطة لتحويل النفايات إلى طاقة في أي مؤسسة تعليمية في شمال الهند تعمل في DTU. تقوم الجامعة الآن ببناء محطة لمعالجة مياه الصرف الصحي في حرمها الجامعي الذي تبلغ مساحته 164 فدانًا في روهيني، دلهي.
شارك فريق أميال فائقة في ماراثون شل البيئي، وهو جزء من مهرجان اجعل المستقبل الهند الافتتاحي في تشيناي، والذي أقيم في مضمار مضمار مدراس لسباق السيارات. في فئة محرك الاحتراق الداخلي المفهوم الحضري، سجلوا 154 كيلو لتر في سيارتهم. شارك ما مجموعه 20 فريقًا في الحدث، ضمن فئتين: النموذج الأولي (مركبات مستقبلية بديناميكا هوائية مذهلة) والمفهوم الحضري (مركبات تقليدية، صالحة للسير على الطريق، وموفرة للطاقة تهدف إلى تلبية احتياجات الحياة الواقعية للسائقين).
فازت UAS-DTU بالمركز الأول في 'تحدي التشكيل الطائر' في أولمبياد الطائرات بدون طيار في معرض ايرو الهند 2019 الذي يُعقد كل عامين. كما تلقت UAS-DTU جائزة مالية قدرها Rs. 5 لكح بما في ذلك مجموعة تطويرية من شركة لوكهيد مارتن وسيتم تدريبها بشكل إضافي على ألفا بايلوت وهو تحدي الابتكار المفتوح في الولايات المتحدة. كما عرضوا كشكًا تابعًا لإدارة البحث والتطوير في سلاح الجو الهندي (IAF).

## الحياة الطلابية

### احداث ثقافية

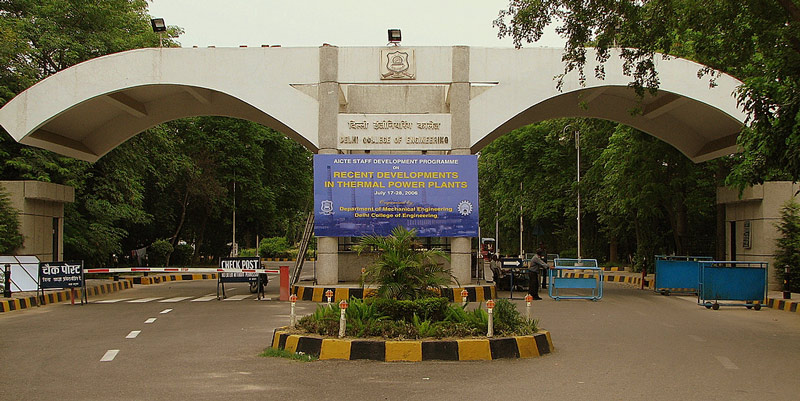
المدخل الرئيسي للحرم الجامعي

تنظم جامعة دلهي التكنولوجية مهرجاناتها الثقافية والأكاديمية الخاصة بها. في حين أن المهرجانات الثقافية هي استراحة من الدراسات وتتألف من أحداث مثل الحفلات الموسيقية وعروض الأزياء، فإن المهرجانات الأكاديمية تشكل منصة مشتركة للطلاب والأكاديميين في جميع أنحاء البلاد للالتقاء وعرض البحوث.
يقام المهرجان الثقافي لـ جامعة دلهي التكنولوجية، إنجيفست كل عام في فبراير. تستضيف انجيفست مجموعة متنوعة من الأحداث مثل ستار نايت وعروض موسيقى الروك والمسرحيات والرقصات وعروض السحب وغيرها. في الماضي، تم الاحتفال بـ Engifest من أمثال Euphoria ، و Parikrama ، والمحيط الهندي، ومن خلال العروض التي قدمها فنانين مشهورين مثل أميت تريفيدي، سيدو موس والا، رافتار، سوندي تشوهان، ديفاين، نوكليا، موهيت تشوهان، فيشال، شيخار، إلخ.

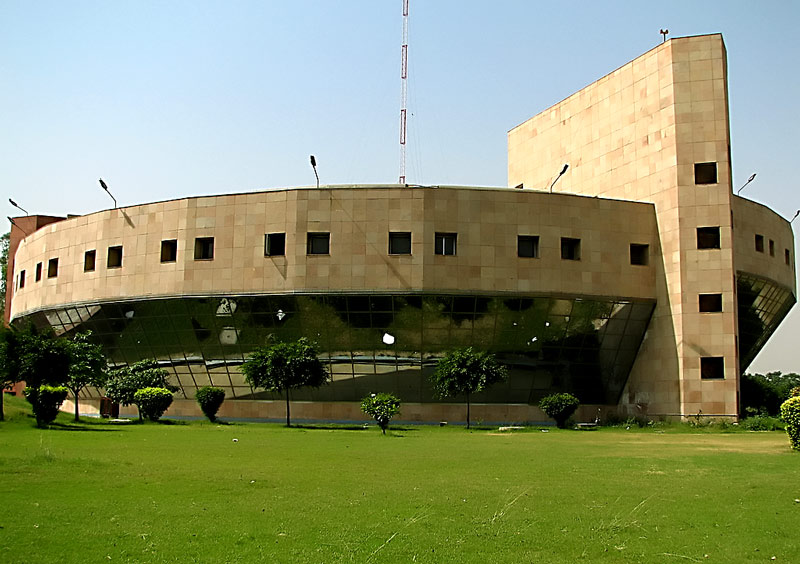
المكتبة المركزية ، جامعة دلهي التكنولوجية

يبدأ موسم أعياد الجامعة في يناير وينتهي في مارس. مهرجان يوفان للأدب والسينما (YLFF) هو أول مهرجان في موسم الأعياد، المقرر عقده في الأسبوع الثالث من شهر يناير. تلاه TechFest Invictus & the Cultural Fest، يُقام إنجيست في الأسبوع الأول والثاني من فبراير على التوالي. مارس يختبر مهرجان الرياضة، أحفان.
القمة الإلكترونية هي حدث يهدف إلى الدعوة إلى ريادة الأعمال بين الطلاب، من خلال محاضرات عن القيادة وحلقات نقاشية تضم العديد من النشطاء في الصناعة. يتم إجراؤه من قبل خلية تنمية ريادة الأعمال في جامعة دلهي التكنولوجية، بشكل عام في فبراير.
الرنين عبارة عن مجموعة من الأحداث الأدبية والإدارية المتنوعة وهي بمثابة مرحلة لعرض مواهب الطلاب في مجالات أخرى غير العلوم والهندسة. الساحة هي الاجتماع الرياضي السنوي لكلية دلهي للهندسة، وفيراسات هو اسم مجموعة من الأحداث الثقافية التي تنظمها SPIC MACAY . Pratibimb هو نادي الدراما جامعة دلهي التكنولوجية.
Excelsior هو مهرجان تنظمه Society of Robotics،جامعة دلهي التكنولوجية (SR-DTU).
استضافت جامعة دلهي التكنولوجية أيضًا مسابقة ASME الدولية للمركبات التي تعمل بالطاقة البشرية لعام 2015 في الهند.
تستضيف جامعة دلهي التكنولوجية أيضًا محادثات TEDx سنويًا منذ عام 2015 تسمى "TEDxDTU". منذ بدايته، كان له خط المتابعة من مكبرات الصوت التي تشمل كاران وحي، أكاسا سينغ، أنكور Warikoo و Kaustubh Radkar.

### 2019-20 احتجاجات امتحانات نهاية الفصل الدراسي عبر الإنترنت
شهدت جامعة دلهي التكنولوجية احتجاجات عبر الإنترنت في يونيو ويوليو 2020 وسط قرار الإدارة بإجراء فحص نهاية الفصل الدراسي عبر الإنترنت برعاية منظمة العفو الدولية وسط جائحة كوفيد 19. شهدت الاحتجاجات انتشار هاشتاغ #cancelDTUexams على تويتر لأكثر من أسبوعين بمقالات في وسائل الإعلام أوقات التعليم، ونافبارات تايمز، وهندوستان، وتلفزيون الهند، ووظائف 360. خرج الطلاب أيضًا بعرائض عبر الإنترنت للتعبير عن مخاوفهم.
وقد استشهد الطلاب بذلك  إجراء امتحانات الفصول المتوسطة يعد انتهاكًا واضحًا لإرشادات UGC. الأسباب الأخرى التي ذكرها الطلاب هي نقص الموارد (الكمبيوتر المحمول، اتصال الإنترنت)، المنهج الدراسي غير المكتمل بعد الإغلاق، والتدريب الداخلي ودورات تنمية المهارات، والضغط النفسي (لم يخرج الكثيرون من منازلهم منذ شهور بسبب كوفيد 19)، لا يتم إجراء الاختبارات عبر الإنترنت من قبل معاهد هندسية عليا مثل IITs لإلغاء الاختبارات. يدعي الطلاب أيضًا أنه عندما تكون الجامعة قد حصلت بالفعل على نتيجة الفصول الدراسية الماضية، والتقييم الداخلي، وامتحان منتصف الفصل الدراسي، فلماذا لا يمكن الإعلان عن نتيجة مؤقتة على هذا الأساس ويمكن أن يظهر أولئك الذين لا يرضون في وقت لاحق. زعم الطلاب أن مصداقية الامتحانات عبر الإنترنت قابلة للنقاش.
وفقًا لمقال في نافبارات تايمز، ادعى نائب رئيس جامعة دلهي التكنولوجية الأستاذ يوجيش سينغ أنه إذا اتخذ الطلاب قرارًا بشأن الامتحان، فسوف يزودونهم بجميع الموارد. اعترض الطلاب على هذا الادعاء وقالوا إن الجامعة لم تكن تزودهم فعليًا بأي موارد عند الاقتراب منهم، بل كانت تطلب منهم الحضور إلى الحرم الجامعي والظهور في الاختبارات التي لا يمكن على الإطلاق رؤية الارتفاع فيها. لا. من حالات كوفيد 19 في العاصمة.
ادعى مراقب الامتحان لـ أوقات التعليم أن غالبية الطلاب يريدون الظهور في الامتحان عبر الإنترنت، وهو ادعاء زاد من حدة الاحتجاجات حيث ادعى الطلاب أنه لا أساس له من الصحة تمامًا.
انتهت الاحتجاجات أخيرًا في 11 يوليو 2020 ببيان صحفي لنائب رئيس الوزراء بإلغاء جميع الاختبارات في جامعات دلهي الحكومية.
في 14 يوليو 2020، بعد أكثر من 3 أيام من البيان الصحفي الصادر عن حكومة NCT في دلهي، أصدرت إدارة DTU أخيرًا الإخطار الرسمي الذي يؤكد الإلغاء. حتى هذا التأخير في الإشعار الرسمي أدى إلى غضب الطلاب على وسائل التواصل الاجتماعي للفترة المذكورة.

### 2020 احتجاجات الرسوم السنوية
أصدرت إدارة جامعة دلهي التكنولوجية إشعارًا بتاريخ 24 يوليو 2020 عبر الموقع الرسمي في 30 يوليو 2020 يطالب برسوم سنوية ضخمة قدرها 1,90,000 روبية هندية يتم دفعها في غضون 5 أيام فقط. يحتوي الإشعار على بند عقابي مفاده أنه بعد 5 أغسطس سيتعين على الطلاب تحمل غرامات باهظة وبعد 27 أغسطس قد يتم حذف أسمائهم من سجلات الجامعة.
وشهدت هذه الخطوة احتجاجات طلابية ضخمة مع تغطية إعلامية وطنية واسعة النطاق. لاحظ الطلاب أنه خلال الأشهر الأربعة الماضية لم يستخدموا أيًا من البنية التحتية للكلية مثل المكتبة ومركز الكمبيوتر والبنية التحتية للمختبر ووسائل الراحة الأخرى في الحرم الجامعي، ولن تستخدم الجلسة التالية التي تكون عبر الإنترنت نفس الشيء بسبب جائحة كوفيد 19 المستمر. تعتبر جامعة دلهي التكنولوجية في الأساس معهدًا جامعيًا مع أكثر من 80 ٪ من الطلاب الذين يتابعون دورات UG مثل B.Tech ومعظم الطلاب القادمين من خلفيات متواضعة، يكاد يكون من المستحيل عليهم دفع مثل هذه الرسوم الباهظة الآن في غضون 5 أيام منها ثلاثة بنوك أيام العطل، خاصة بسبب الآثار السلبية للوباء على حالتهم الاقتصادية. يشتمل هيكل الرسوم البالغ 1,90,000 روبية هندية لدورة B.Tech على أكثر من 40٪ رسوم على رؤساء متنوع باسم المرافق والخدمات التي لا يستخدمها الطلاب. ومن ثم، يُطلب من الطلاب الدفع مقابل شيء لم يستفيدوا منه. أصدرت حكومة NCT في دلهي أمرًا في 15 أبريل 2020 يطلب من المدارس، سواء كانت حكومية أو خاصة في العاصمة، فرض الرسوم الدراسية فقط. إذن لماذا لا ينطبق الأمر نفسه على معاهد التعليم العالي الحكومية مثل جامعة دلهي التكنولوجية. وشهدت الاحتجاجات اتجاه #dtufeesrelaxation على تويتر لمدة أسبوع.
قال أنوب لاثر، مسؤول العلاقات العامة في جامعة دلهي التكنولوجية في بيان لـ انديان اكسبريس في 1 أغسطس، إن نفقات الجامعة تظل كما كانت قبل الوباء ويمكن للطلاب الذين يعانون من مشاكل في الدفع تقديم طلب يتم النظر فيه على أساس كل حالة على حدة. تلقى البيان أيضًا ردود فعل عنيفة من الطلاب الذين قالوا إن إدارة الجامعة لم ترد على أي من رسائل البريد الإلكتروني وخطابات الامتياز والدفع على أقساط، وسيكون من الجنون الإشارة إلى أن نفقات الجامعة تعمل عبر منصات الإنترنت المجانية مثل جوجل ميت يمكن أن يظل كما كان من قبل. كما زعم الطلاب أن العديد من المعاهد الحكومية الأخرى مثل المعهد الهندي للتكنولوجيا في كاراجبور و NIT Patna قد قدمت بالفعل امتيازًا للطلاب على رؤوس متنوعة، علاوة على ذلك، لم يطالب أي منهم بدفع رسوم سنوية لمرة واحدة.
بعد عدم تلقي أي رد إيجابي من حكومة NCT في دلهي وإدارة الجامعة بحلول الموعد النهائي لدفع الرسوم في 5 أغسطس، كتب الطلاب خطابًا مفتوحًا إلى إل جي من دلهي أنيل بيجالوهو أيضًا مستشار الجامعة في 6 أغسطس 2020 يسألون واتخذ إجراء ضد نائب رئيس جامعة دلهي التكنولوجية البروفيسور يوجيش سينغ لإظهاره مرة أخرى موقفًا لا مباليًا تمامًا تجاه مخاوف الطلاب وعائلاتهم الذين يعانون بالفعل من ضغوط اقتصادية وعقلية شديدة وسط الوباء. كما زعموا أن إدارة الجامعة أرهبت بعض ممثلي الفصل عن طريق مكتب نائب رئيس الجامعة إما لدفع الرسوم أو مواجهة إجراءات تأديبية. كتبت NSUI أيضًا إلى LG تطلب منه استرداد إشعار الرسوم السنوية. في 7 أغسطس، نظم بعض الطلاب مسيرة احتجاجية في حرم جامعة دلهي التكنولوجية. ادعى المتظاهرون أن لا أحد من إدارة جامعة دلهي التكنولوجية التقى بهم في اليوم المحدد. زعمت TOI أن الجامعة لم تستجب لأي من مكالماتها في نفس اليوم.
ادعى الطلاب أيضًا أن الجامعة كانت تستخدم قسم التدريب والتنسيب لتخويفهم من خلال مطالبتهم بدفع رسومهم على الفور ، وإلا فلن يُسمح لهم بالجلوس في المواضع للعام 2020-2021 
في 8 أغسطس ، التقى بعض الطلاب برئيس حزب بهاراتيا جاناتا دلهي أديش كومار جوبتا الذي كتب بعد ذلك إلى سي ام أرفيند كيجريوال يطلب منه التدخل في الأمر بناءً على طلب الطلاب.
اعتبارًا من 8 أغسطس ، لم يدفع أكثر من 50٪ من الطلاب الرسوم السنوية وفقًا لـجامعة دلهي التكنولوجية. حتى 9 أغسطس، رفض مشرف جامعة دلهي التكنولوجية التنازل عن أي تنازلات أو استرخاء للطلاب.
اعتبارًا من الآن ، قام مكتب LG بإحالة الأمر إلى مديرية التدريب والتعليم الفني لاتخاذ مزيد من الإجراءات وفقًا للشكوى المقدمة من طلاب DTU.

## روابط خارجية
- الموقع الرسمي